# 802 Epyaxa
A 802 Epyaxa (ideiglenes jelöléssel 1915 WR) a Naprendszer kisbolygóövében található aszteroida. Max Wolf fedezte fel 1915. március 20-án.